# معركة القيروان (1118)
معركة القيروان، هي جزء من الحرب الزيرية القابسية، حصلت بعد دخول رافع بن مكي للقيروان و مهاجمة علي بن يحيى له.

## الخلفية
بعد هزيمته في معركة المهدية، اقتنع رافع بن مكي أنه لن يقدر على الجيش الزيري، فانسحب في الليل إلى مدينة القيروان، لكن أهلها منعوه من الدخول، فقاتلهم بضعة أيام، ثم دخل المدينة، و خلال ذلك اجتمع شيوخ دهمان وقسموا إفريقية بينهم وأعطوا لرافع القيروان، و ساعدوه على حكمها.

## المعركة
بعد سماعه بالخبر لم يترك علي بن يحيى الأمر يمر مرور الكرام، فأرسل جيشا كبيرا يتضمن عددا من العرب و قبائلهم من الذين ساومهم بالمال، و هاجم الجيش الباديسي القيروان فخرج رافع، و دارت معركة كبيرة، و انتصر جيش علي، رغم ذلك قُتل قائد الزيريين إبراهيم بن أحمد. و يقال أن رافع تعرض لحصار حتى هرب من المدينة.

## العواقب
هرب رافع إلى موطنه قابس، و هناك طاللب بالصلح، و توسط بينه و بين علي، ميمون بن زياد الصخري، و تمت المعاهدة و انتهت الحرب.